# Sterna dougallii

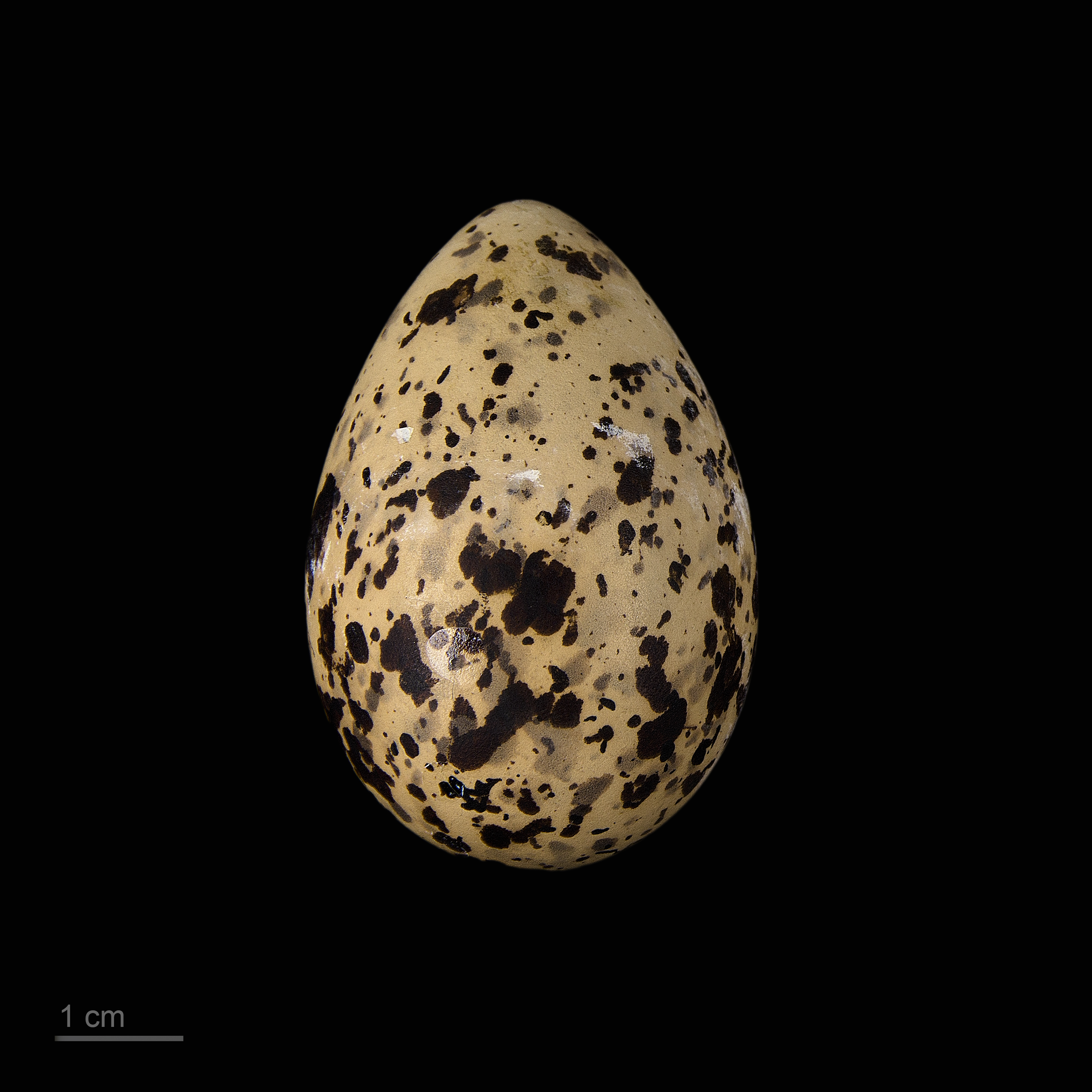
Sterna dougallii dougallii - MHNT

Sterna dougallii (Montagu, 1813) é uma espécie de ave marinha pertencente à família Laridae (antes da taxonomia de Sibley-Ahlquist considerada Charadriiforme da família Sternidae), conhecida pelos nomes comuns de andorinha-do-mar-rósea, gaivina-rosada ou garajau-rosado.  É uma pequena ave de voo rápido, de patas avermelhadas, parte dorsal cinzenta clara e parte ventral branca. Os adultos reprodutores apresentando uma mancha preta na cabeça (píleo) e uma tonalidade rosada no peito (de onde deriva o seu nome). No início da época de reprodução o bico é completamente negro, tornando-se vermelho na base após a eclosão das crias. O nome específico é uma homenagem a Peter Dougall (1777-1814), um médico e ornitologista escocês.

## Distribuição
A espécie tem uma distribuição muito ampla, mas dispersa e descontínua, com populações nas regiões costeiras temperadas e subtropicais de todos os oceanos. Existe na Costa Leste da América , no continente Africano (http://siaram.azores.gov.pt/fauna/aves-marinhas/garajaus/garajau-rosado/_texto.html), e é rara na Europa, embora seja localmente abundante em algumas regiões costeiras da Grã Bretanha, Irlanda, noroeste de França e Canárias. Aparece raramente como migrador em estuários.
Estima-se que cerca de 50% dos casais de garajau-rosado em toda a Europa tenham ninho nos Açores, onde existem cerca de 35 colónias desta espécie considerada umas das 30 mais raras da Europa.
A ave é estritamente costeira, sendo de ocorrência muito rara terra adentro.

## História natural
A voz desta espécie é um grasnido áspero, distinto dos outros garajaus. O ninho é pequeno, herbáceo, construído entre a vegetação. Põe 1-2 ovos numa postura única de Maio a Junho.
Alimenta-se de pequenos peixes que captura mediante mergulhos rápidos e superficiais. A dieta varia consideravelmente entre colónias e de ano para ano. As presas preferenciais são agulhão, chicharro, peixe-agulha e peixe-pau. Em menores quantidades, ingerem mictofídeos e outros pequenos peixes mesopelágicos que efectuam migrações verticais.

## Subespécies
A espécie é em geral dividida em cinco subespécies, embora alguns autores as consideram como raças geográficas. As subespécies de Sterna dougallii comumente aceites são:
- Sterna dougallii arideensis Mathews, 1912
- Sterna dougallii bangsi Mathews, 1912
- Sterna dougallii dougallii Montagu 1813
- Sterna dougallii gracilis Gould 1845
- Sterna dougallii korustes (Hume, 1874)